# 武州中島紺屋

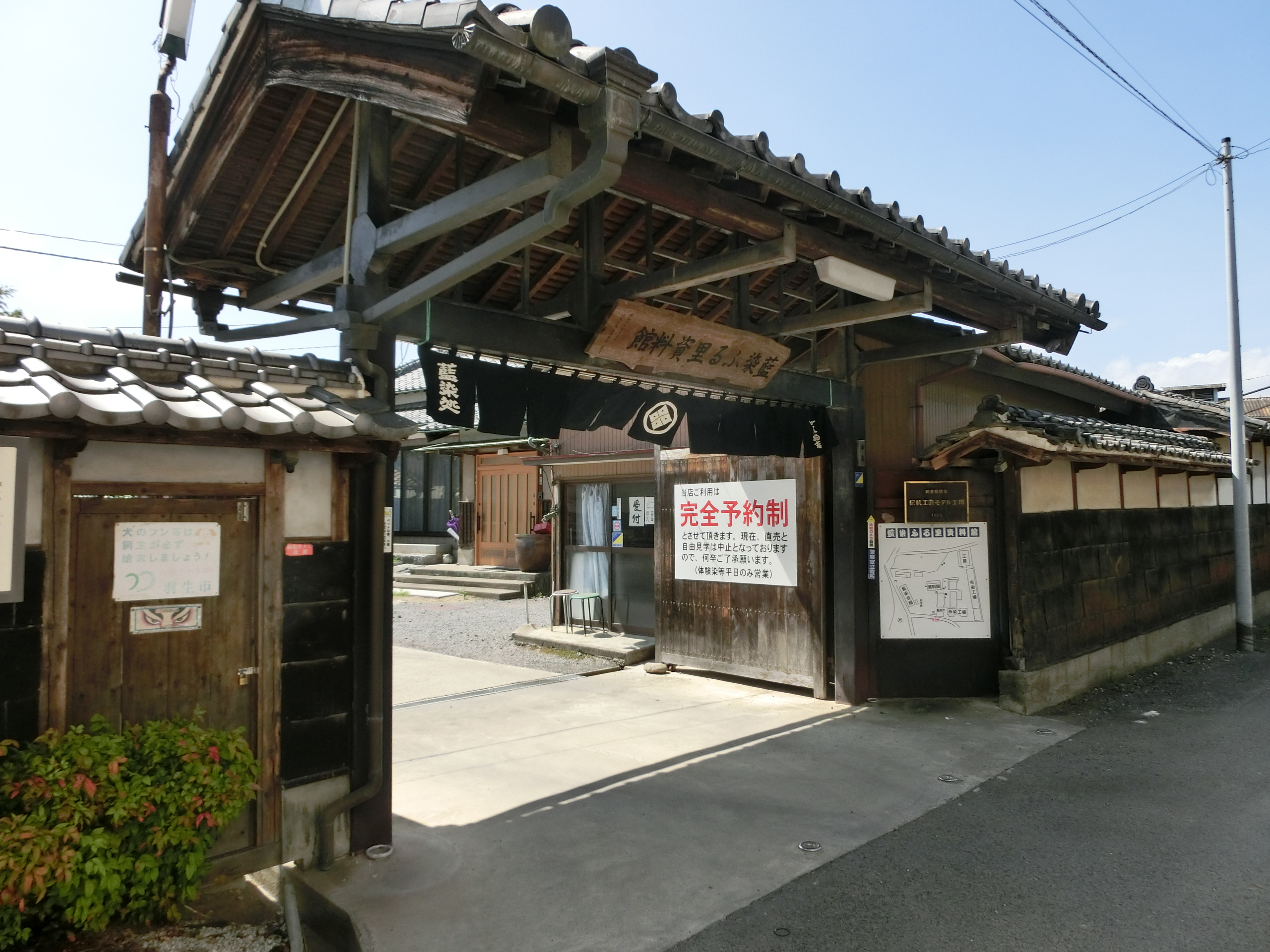
武州中島紺屋

武州中島紺屋（ぶしゅうなかじまこんや）は、埼玉県羽生市にある紺屋。藍染ふる里資料館なども併設されている。

## 概要
1837年に創業した武州正藍染の紺屋である。田山花袋の小説「田舎教師」にも描かれている。技術の保存や藍染文化普及のために自宅作業場を改装して資料館を設けた。また、藍染体験も行っている。

## 歴史
- 1819年 - 中島家初代が伊勢で出生。
- 1837年 - 初代が羽生にわたり、中島紺屋を創業。
- 1930年 - 四代目出生。
- 1987年 - 四代目が埼玉県指定無形文化財藍染技術保持者の認定を受ける。
- 1997年 - 四代目がアメリカオークランドのカリフォルニア芸術工芸大学客員教授となる。
- 2013年 - 五代目が踏襲する

## 所在地
- 埼玉県羽生市小松223